# 明星院 (桶川市)
明星院（みょうじょういん）は、埼玉県桶川市大字倉田にある真言宗智山派の寺院である。本尊は虚空蔵菩薩。真言宗関東十一談林の1つ。
「明星の井戸」があり、明星院の名前は、この井戸に由来する。天女が明け方の雲の中に立ち、手から伸びた1本の糸を垂らしそれが井戸まで続いているのを村人が見たという伝説がある。井戸から明星が飛び出したといういい伝えもある。

## 歴史
室町時代のはじめに隆尊によって開かれ、五大山興願寺と称される。倉田村を寺領としていた。
戦国時代から江戸時代に活躍した太田氏、北条氏、徳川氏に関する古文書が残されている。
1591年（天正19年）には徳川家康より朱印地10石を寄進された。また、伊奈忠次が小室に陣屋（小室藩）を置くためにその地にあった無量寺閼伽井坊（あかいぼう）を明星院に移転させ、付近の田3町歩を寺領として与えるとある。（天正19年6月6日付、伊奈忠次文書・埼玉県立文書館蔵）

## 倉田の大カヤ
本堂の裏には高さ約31m、推定樹齢600年の大きなカヤの樹があり、「倉田の大カヤ」と呼ばれている。現在は埼玉県指定の天然記念物になっていて、隆尊が修行中に挿し木したものであると寺では伝えられている。

## 文化財
- 徳川家康の寺領寄進の朱印状、金蒔絵行厨、金屏風
- 明星院文書
- 倉田の大カヤ（県指定天然記念物）

## 交通アクセス
- 東日本旅客鉄道（JR東日本）高崎線桶川駅より、桶川市内循環バスべにばなGO、東西循環外回り『東38 明星院前』バス停下車。
- 伊奈町循環バスいなまる北循環、『新宿新田』より徒歩5分。
- 埼玉新都市交通伊奈線（ニューシャトル）内宿駅より徒歩15分。